# Lê Minh Sơn

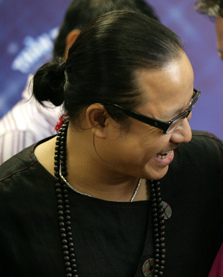
Lê Minh Sơn, 2008

Lê Minh Sơn (* 19. Dezember 1975 in Hanoi) ist ein vietnamesischer Gitarrist und Komponist (Songwriter).

## Leben
Der Sohn des Musikers Lê Minh Châu studierte von 1985 bis 1998 Musik an der Vietnamesischen Nationaluniversität Hanoi (Đại học Quốc gia Hà Nội) und setzte seine Ausbildung in Tours in Frankreich fort. Nach seiner Rückkehr begann er, an der Kunsthochschule Hanoi ( Cao đẳng Nghệ thuật Hà Nội) zu unterrichten 2004 veröffentlichte er sein Debütalbum Nắng lên (Sonnenaufgang). Im gleichen Jahr erschien Ru mãi ngàn năm mit der Sängerin Thanh Lam, das zum Album des Jahres 2004 gewählt wurde. Sein Album Guitar cho ta (Gitarre für mich, 2005) enthält neben von ihm selbst gespielten Stücken im Flamencostil Songs von  Tùng Dương, Thanh Lam und Đăng Dương.
Sein Songs À í a, interpretiert von Trọng Tấn, wurde 2005 in der Fernsehsendung Bài hát Việt (Vietnamesische Lieder) als Lied des Jahres ausgezeichnet. 2006 erhielt beim vietnamesischen Songfestival sein Song Giếng làng die Auszeichnung „herausragendes zeitgenössisches Volkslied des Jahres“. Auf dem Album Một khúc sông Hồng (Lied vom roten Fluss, 2010) interpretierten u. a. Thanh Lam, Tùng Dương und Ngọc Khuê Lieder Lê Minh Sons. 2010 und 2011 hatte er Lifeshows im Opernhaus von Hanoi (Nhà hát Lớn Hà Nội).

## Diskographie
- Thanh Lam: Nắng lên (2004)
- Thanh Lam: Ru mãi ngàn năm (2004)
- Ngọc Khuê: Bên bờ ao nhà mình (2004)
- Thanh Lam: Em và đêm (2005)
- Tùng Dương: Chạy trốn (2005)
- Guitar cho ta (2005)
- Giếng làng (2007)
- Thanh Lam: Nơi bình yên (2009)
- Một khúc sông Hồng (2010)
- À í a (2011)